# Hockey op de Olympische Zomerspelen 1908
Hockey is een van de sporten die beoefend werden tijdens de Olympische Zomerspelen 1908 in Londen.
Er namen zes herenteams deel aan dit toernooi, waarvan vier uit het gastland Groot-Brittannië (Engeland, Ierland, Schotland en Wales). De twee overige teams vertegenwoordigden Duitsland en Frankrijk.
De opzet van het hockeytoernooi was een knock-outtoernooi, waarbij een wedstrijd om de derde plaats niet werd gespeeld. Wel werd er een extra wedstrijd gespeeld tussen de verliezers van de kwartfinales, volgens het olympisch rapport ging het hierbij om een vriendschappelijke wedstrijd, zonder gevolgen voor het toernooi.

## Heren

### Kwartfinales
| datum      | land                         | uitslag | land      |
| ---------- | ---------------------------- | ------- | --------- |
| 29 oktober | Groot-Brittannië (Schotland) | 4 – 0   | Duitsland |
| 29 oktober | Groot-Brittannië (Ierland)   | 10 – 1  | Frankrijk |

### Halve finales
| datum      | land                         | uitslag | land                        |
| ---------- | ---------------------------- | ------- | --------------------------- |
| 29 oktober | Groot-Brittannië (Ierland)   | 3 – 1   | Groot-Brittannië (Wales)    |
| 29 oktober | Groot-Brittannië (Schotland) | 1 – 6   | Groot-Brittannië (Engeland) |

### Extra wedstrijd
| datum      | land      | uitslag | land      |
| ---------- | --------- | ------- | --------- |
| 30 oktober | Duitsland | 1 – 0   | Frankrijk |

### Finale
| datum      | land                        | uitslag | land                       |
| ---------- | --------------------------- | ------- | -------------------------- |
| 31 oktober | Groot-Brittannië (Engeland) | 8 – 1   | Groot-Brittannië (Ierland) |

### Eindrangschikking
| rang   | land | sporters |
| ------ | ---- | --- |
| Goud   | GBR  | Engeland Louis Baillon, Harry Freeman, Eric Green, Gerald Logan, Alan Noble, Edgar Page, Reggie Pridmore, Percy Rees, John Yate Robinson, Stanley Shoveller, Harvey Wood                      |
| Zilver | GBR  | Ierland Edward Allman-Smith, Henry Brown, Walter Campbell, William Graham, Richard Gregg, Edward Holmes, Robert Kennedy, Henry Murphy, Walter Peterson, Charles Power, Frank Robinson         |
| Brons  | GBR  | Schotland Alexander Burt, John Burt, Andrew Dennistoun, Charles Foulkes, Hew Fraser, James Harper-Orr, Ivan Laing, Hugh Neilson, William Orchardson, Norman Stevenson, Hugh Walker            |
| Brons  | GBR  | Wales Frederick Connah, Llewellyn Evans, Arthur Law, Richard Lyne, Wilfred Pallott, Frederick Phillips, Edward Richards, Charles Shephard, Bertrand Turnbull, Philip Turnbull, James Williams |
| 5      | GER  | Uhlenhorster HC Alfons Brehm, Elard Dauelsberg, Franz Diederichsen, Carl Ebert, Jules Fehr, Mauricio Galvao, Raulino Galvao, Fritz Möding, Friedrich Rahe, Albert Studemann, Friedrich Uhl    |
| 5      | FRA  | R. P. Aublin, David Baidet, Raoul Benoist, André Bonnal, Louis Gautier, Daniel Girard, Charles Pattin, Louis Poupon, Frédéric Roux, René Salarnier, Louis Saulnier, Fernand Versini           |

Londen 1908 · 
Antwerpen 1920 · 
Amsterdam 1928 · 
Los Angeles 1932 · 
Berlijn 1936 · 
Londen 1948 · 
Helsinki 1952 · 
Melbourne 1956 · 
Rome 1960 · 
Tokio 1964 · 
Mexico-stad 1968 · 
München 1972 · 
Montréal 1976 · 
Moskou 1980 · 
Los Angeles 1984 · 
Seoel 1988 · 
Barcelona 1992 · 
Atlanta 1996 · 
Sydney 2000 · 
Athene 2004 · 
Peking 2008 · 
Londen 2012 · 
Rio de Janeiro 2016 · 
Tokio 2020 · 
Parijs 2024 · 
Los Angeles 2028 
Medaillewinnaars
Atletiek · Boksen · Boogschieten · Hockey · Jeu de paume · Kunstrijden · Lacrosse · Motorbootracen · Polo · Rackets · Roeien · Rugby · Schermen · Schietsport · Schoonspringen · Tennis · Touwtrekken · Turnen · Voetbal · Waterpolo · Wielersport · Worstelen · Zeilen · Zwemmen